# Marko Emilije Lepid (trijumvir)
Marko Emilije Lepid (oko 90. pr. Kr. – oko 13. pr. Kr.)
Rimski političar patricijskog podrijetla iz 1. stoljeće pr. Kr.; član drugog trijumvirata zajedno s Markom Antonijem i Gajem Oktavijanom.
Bio je pretor (49. pr. Kr.) i konzul (46. pr. Kr.) zajedno s Cezarom te pristaša Cezara i stranke populara. Bio je i Pontifex Maximus. Zagovarao je osvetu za Cezarovu smrt. Nakon Cezarove smrti preuzeo je s Markom Antonijem vlast u Rimskoj Republici. Bio je čovjek osrednjih sposobnosti. U tijumviratu je imao podređen položaj, a po raspodjeli međusobnog vlaništva trijumvira, Lepid je poslan u politički nevažnu provinciju Afriku Novu. 36. pr. Kr. Gaj Oktavijan optužuje ga za dizanje bune protiv njega na Siciliji; oduzima mu sve titule, osim one Pontifexa Maximusa. Vojska ga napušta, a Lepid se tada povlači iz političkog života Rimske Republike.
Njegov nećak je bio rimski političar Lucije Emilije Lepid Paul.